# Чоровода
Чоровода (на албански: Çorovoda) e град в Албания. Населението му е 4051 жители (2011 г.). Намира се в часова зона UTC+1. Пощенските му кодове са 5401 – 5402, а телефонният 0312. МПС кодът му е SK.